# All of Me
All of Me är en amerikansk sång och jazzstandard skriven 1931 av Gerald Marks och Seymour Simons. Efter att Belle Baker möjligen först sjungit den på radio, spelades den in den 1 december 1931 av Paul Whiteman (sång av Mildred Bailey) och följdes strax därpå av en inspelning av Louis Armstrong (de båda versionerna var listettor på Billboard i tio respektive arton veckor). Den absolut mest kända versionen är med Billie Holiday (och Lester Young på saxofon) från 1941. "All of Me" spelades även in av, bland andra, Jimmy Dorsey (sång av Helen O'Connell) 1939, Count Basie 1942 (sång av Lynne Sherman), Willie Nelson 1977 och fyra gånger av Frank Sinatra.
År 2000 tilldelades "All of Me" Towering Song Award av Songwriters Hall of Fame. Armstrongs version valdes in i Grammy Hall of Fame 2005.